# Quercus praeco
Quercus praeco — вид рослин з родини букових (Fagaceae), поширений у Мексиці.

## Опис
Це листопадне дерево 3–9 метрів заввишки; стовбур до 40 см у діаметрі; крона розлога. Кора тріщинувата. Гілочки без волосся, сіруваті, шовковисті, з непомітними, жовтуватими сочевичками. Листки довгасто-яйцюваті, довгасто-еліптичні до зворотно-яйцюватих, 4–10 × 2–6 см; основа округла або майже серцеподібна; верхівка округла або іноді майже гостра; край плоский або загнутий, зубчастий; верх блискучий, зелений, часто вкритий волосками; низ із щільним білувато-сірим запушенням; ніжка запушена, 3–10 мм. Чоловічі сережки 6 см. Жолуді яйцюваті, завдовжки 17–20 мм; чашечка у діаметрі 15–25 мм, охоплює 1/2 горіха; дозрівають першого року.

## Середовище проживання
Поширений у Мексиці (Халіско, Наярит, Сакатекас, Агуаскалієнтес); зростає в дубовому лісі та помірному чагарнику; росте на висотах від 1700 до 2600 метрів.

## Використання й загрози
Через невеликі розміри деревина цієї породи використовується переважно для дров. Багато дубових лісів, де зростає Quercus praeco, надзвичайно роздроблені й деградовані, швидше за все, в результаті лісозаготівельної та сільськогосподарської діяльності.